# Cataratas Las Tres Hermanas
As Cataratas las Tres Hemanas formam a terceira cachoeira mais alta do mundo, com 914 metros de altura. São geradas pelo rio Cutiverani, e localizam-se perto da cidade de Ayacucho, Peru.